# Barlin Libros
Barlin Libros es una editorial española fundada en 2017 por Alberto Haller. Con sede en la ciudad de Valencia, cuenta con un catálogo especializado en ensayo de espíritu y pensamiento crítico. Dentro de la etiqueta genérica de la no ficción, publica todo tipo de textos, abarcando géneros como la historia, memorias, biografías, sociología, antropología, feminismo o nature writing. Su colección más importante es Barlin Paisaje, y su eslogan es «pensamiento al margen».

## Historia
Barlin Libros nació como editorial independiente en marzo de 2017, de la mano del historiador y politólogo Alberto Haller. El nombre de la editorial hace referencia a la ciudad de Berlín, por su carácter históricamente iconoclasta, heterodoxo e innovador. Ya en el primer año de actividad publicó a autores como Mark Mazower, G. K. Chesterton, o recuperó libros icónicos de la cultura pop como En éxtasis, de Joan M. Oleaque.

## Autores
Entre los autores y autoras publicados, destacan el historiador británico Mark Mazower, el periodista Joan M. Oleaque, el sociólogo Michael Kimmel, el músico Laurent Garnier, la poeta Alfonsina Storni, la artista Suze Rotolo, la cineasta Eleanor Coppola, la ilustradora Ana Penyas, el historiador Justo Serna, el periodista Vicent Molins, o la poeta Berta García Faet.

## Premios
- En el año 2018, Barlin Libros recibió por parte de la Consellería de Cultura de la Generalidad Valenciana el premio al libro mejor editado ese año por su edición de Electroshock. Edición integral, de Laurent Garnier.[15]

- Solo un año después, en 2019, el mismo organismo le otorgaría el premio al libro mejor ilustrado por No Turista, de Marta Torres y Alberto Haller.[16]

- Tres años después, en el 2022, la Generalidad Valenciana volvería a premiar a la editorial con el premio al libro mejor editado por Ruta Gráfica. El diseño del sonido de Valencia.[17]